# Toi (Oost-Nusa Tenggara)
Toi is een bestuurslaag in het regentschap Timor Tengah Selatan van de provincie Oost-Nusa Tenggara, Indonesië. Toi telt 1027 inwoners (volkstelling 2010).